# In da Club
Singles de 50 Cent
Wanksta
(2002) Magic Stick
(2003)
In da Club est une chanson de hip-hop interprétée par le rappeur 50 Cent pour son premier album commercial Get Rich or Die Tryin'. La chanson a été produite par Dr. Dre avec une coproduction de Mike Elizondo. 50 Cent, Dr. Dre, et Elizondo ont écrit la chanson. La chanson est sortie en janvier 2003 comme le premier single de l'album et a été accueilli favorablement par la critique musicale.
In da Club prend la première place du Billboard Hot 100, devenant le premier single numéro un de 50 Cent. À la 46e cérémonie des Grammy Awards, il est nommé pour la meilleure performance solo rap masculine et celle de la meilleure chanson rap. Le clip vidéo de la chanson gagne le prix de la meilleure vidéo rap et celui du meilleur nouveau artiste aux MTV Video Music Awards de 2003. En 2009, le single est classé 24e des chansons de la décennie de Hot 100 du magazine Billboard. Il est également classé 13e dans le classement des « meilleures chansons de la décennie » de Rolling Stone et en 2010, il se classe 448e dans les 500 plus grandes chansons de Rolling Stone.

## Genèse
Après que 50 Cent a été découvert par le rappeur Eminem en 2002, il s'est rendu à Los Angeles où il a été introduit auprès du producteur de disques Dr. Dre. In Da Club a été le premier des sept titres qu'il a enregistrés avec Dr. Dre en cinq jours. 50 Cent a décrit les sessions en studio, en disant : 

« Dre, il va jouer des rythmes de drogués... [Il dira], « Ce sont des hits, 50. Alors choisi un de cela et fait-en quelques singles ou quelque chose d'autre. » La première fois qu'il m'a  entendu [rapper] In Da Club il a dit, « Yo, je ne pense pas que tu allais passer ceci avec ça, mais, tu sais, ça fonctionne. ». Il pensait sans doute que j'allais dans une direction différente avec cette chanson. Puis il en a fait un succès. »

La production a été donnée au départ au groupe de hip hop D12, mais a été transmise à 50 Cent. Il a enregistré la piste avec seulement le rythme de la batterie présente. Comme une grande partie du contenu de Get Rich or Die Tryin était « sombre », il voulait écrire la chanson qui était « exactement le contraire ». Il a appelé la chanson une « célébration de la vie. Tous les jours, c'est pertinent partout parce que chaque jour, c'est l'anniversaire d'une personne. »

## Musique et réception
In Da Club a été accueilli favorablement par la critique musicale. AllMusic l'a décrit comme « un single sur mesure pour les marchés de masse dans le bon temps ». The Source appelle la chanson un « début de fête garantie » avec ses « klaxons, organes funky, des riffs de guitare et des claquements des mains clairsemées ». La BBC a également écrit que la chanson est « un hymne de fête spectaculaire » qui « souligne la capacité de 50 Cent de tordre les mots sans effort ». Entertainment Weekly a noté que 50 Cent « vante sans vergogne ses objectifs de carrière et ses nouveaux comptes bancaires abondants » avec des paroles telles que « Je me sens concentré, mec, mon argent dans mon esprit/Tu as un mille dans la transaction et je suis toujours sur la mouture ». Rolling Stone écrit que la chanson arbore « une accroche synthétisée de rechange irrésistible augmentée par un refrain à prononcer ». The Guardian nomme la chanson « irrésistible » en raison de ses « rares échantillons d'orchestre et le refrain qui serpente », et Pitchfork a déclaré, « le rebond de In Da Club est directement irrésistible, Dre donne à la fois son meilleur et sa contamination la plus minimale et fausse ». Le magazine Splendid appelle la chanson un single « follement entraînant » avec ses « puanteurs, bruits sourds de corne timbrée ».La chanson se classe à la 10e position des  « 500 plus grandes chansons depuis votre naissance » du magazine Blender. En 2008, il est classé à la 18e des « 100 plus grandes chansons de hip-hop » de VH1.

## Ventes
In da Club s'est bien classé aux États-Unis, devenant le premier single numéro un de 50 Cent. La chanson a pris la première place pendant neuf semaines dans le Billboard Hot 100 et est resté dans le classement pendant 22 semaines,. La chanson s'est classé également numéro un des classements Top 40 Tracks, Hot R&B/Hip-Hop Songs, et Hot Rap Tracks. En mars 2003, il bat le record du magazine Billboard comme la chanson la plus « écoutée » de l'histoire de la radio en une semaine. Le Recording Industry Association of America a certifié le single disque d'or. La chanson est nommée pour la meilleure performance solo rap masculine et la meilleure chanson rap aux Grammy Awards de 2004, mais perd contre Lose Yourself de Eminem. À travers l'Europe, il prend la première place en Danemark, en Allemagne, en Irlande, et en Suisse et le top cinq en Autriche, en Belgique, en Finlande, en Grèce, en Norvège, en Suède, aux Pays-Bas, et au Royaume-Uni. En Australie, le single a pris la première place, et a certifié deux fois disque de platine par l'Australian Recording Industry Association, et dans le classement de fin d'année de  2003, il se classe à la cinquième single.

## Clip vidéo
Phillip Atwell a réalisé le clip vidéo le 10 et 11 décembre 2002. Presque toutes les séquences du tournage ont été utilisées dans la vidéo, sauf une scène où 50 Cent rappe dans une boîte de verre. La vidéo est tournée dans un camp d'entraînement hip-hop de fiction connu sous le nom de Shady/Aftermath Artist Development Center. La vidéo commence avec un Hummer noir qui conduit l'installation dans un lieu inconnu. 50 Cent est introduit la tête en bas sur un toit d'une salle de gym. Atwell a commenté, « Je pense que j'aurais pu faire mieux avec ça, mais j'ai vraiment apprécié la manière dont ça s'est passé ». La vidéo contient également un champ de tir qu'Atwell jugeait appropriée parce que 50 Cent avait reçu neuf balles sur lui. Il a dit, « créatif, je me suis senti comme si nous étions capables de mettre des armes dans une vidéo et de jouer. Et j'aime ça quand vous êtes en mesure de jouer dans les normes tout et donner quelque chose d'un artiste symbolique de ceux qu'ils vont être pour. ».
La vidéo se termine avec la caméra zoomant sur le club pour révéler un miroir dans les deux sens avec Eminem et Dr. Dre en uniforme blanc de laboratoire, observant 50 Cent et prenant des notes.Atwell a déclaré que « voir 50 avec Dre et Em dans le dos est aussi grand qu'une déclaration visuelle qu'une déclaration musicale » et ceci a été important, car ça a précisé le club était à l'intérieur du centre et ce n'était pas des images de la prestation non liés. Le 27 janvier 2003, la vidéo a débuté dans Total Request Live de MTV à la neuvième place et est resté dans le classement pendant cinquante jours. Elle prend également la première place du classement des vidéos MuchMusic. Aux MTV Video Music Awardsde 2003, la vidéo remporte le prix de la meilleure vidéo rap et celui du meilleur nouveau artiste et été nommé pour la meilleure vidéo de l'année, la meilleure vidéo masculine, et pour le choix des téléspectateurs.
En novembre 2020, le clip vidéo atteint le milliard de visionnages sur YouTube.

## Action en justice
En janvier 2006, 50 Cent a été poursuivi pour une infraction au droit d'auteur par l'ancien manager de 2 Live Crew Joseph Weinberger, qui détient les droits sur le catalogue du groupe de rap. Il a affirmé que 50 Cent a plagié la ligne « c'est ton anniversaire » de l'ancien chanteur de 2 Live Crew Luther Campbell sur son album de 1994 Still a Freak for Life. La poursuite a été rejetée par le juge américain de district Paul Huck, qui a jugé que la phrase était « commune, sans originalité et non copié d'un élément de la chanson. ».

## Remixes
Beaucoup de remixes de la chanson ont été faites par des artistes tels que Beyoncé Knowles, Mary J. Blige, P. Diddy, Lil Wayne et beaucoup d'autres qui ont rappés leurs propres paroles sur la musique de la chanson.

### Sexy Lil' Thug
Beyoncé Knowles fait un remix de la chanson originale qui reprend la mélodie et la musique de In da Club avec Knowles rappant son propre couplet. Le remix s'intitule Sexy Lil' Thug au lieu de In da Club et dure 3 min 16. Dans la chanson, Knowles fait référence aux chaussures de Jimmy Choo et Manolo Blahnik, à Marilyn Monroe, à Marc Jacobs, et à Bailey Bank and Biddle. La chanson est officiellement sortie sur la seule mixtape de Knowles Speak My Mind.

### We All In da Club
Après que chaque artiste a créé leurs propres remixes de la chanson, ils ont été doublés afin de créer une chanson de près de 10 minutes avec chaque artiste intitulé comme 50 Cent vs. Beyoncé vs. Mary J. Blige vs. P.Diddy. La chanson avait chaque artiste qui faisant un par un leur rap avec leurs paroles et avec leurs chœurs respectifs ensuite.

## Liste des pistes
- CD single[35]

1. In da Club (propre) : 3:46
2. In da Club (explicite) : 3:45
3. Wanksta : 3:41

- CD single Australie[36]

1. In da Club : 3:48
2. Wanksta : 3:41
3. In da Club (instrumentale) : 6:18
4. In da Club (piste multimédia) : 13:53
5. Wanksta (piste multimédia)

## Personnel
Information tirée des notes de Get Rich or Die Tryin.
- Producteur : Dr. Dre
- Coproducteur : Mike Elizondo
- Mixage audio : Dr. Dre
- Ingénieur enregistreur : Mauricio Veto Iragorri, Sha Money XL
- Assistant ingénieur : James Flea McCrone, Francis Forde, Ruben Rivera
- Clavier, guitares, basse : Mike Elizondo
- Batterie : Dr. Dre

## Classements
| Classement (2003),                              | Meilleure position |
| ----------------------------------------------- | ------------------ |
| Australie                                       | 1                  |
| Autriche                                        | 3                  |
| Belgique                                        | 2                  |
| Canada                                          | 1                  |
| Pays-Bas                                        | 2                  |
| Danemark                                        | 1                  |
| Europe                                          | 1                  |
| Finlande                                        | 5                  |
| France                                          | 16                 |
| Allemagne                                       | 1                  |
| Grèce                                           | 3                  |
| Irlande                                         | 1                  |
| Nouvelle-Zélande                                | 1                  |
| Norvège                                         | 3                  |
| Suède                                           | 4                  |
| Suisse                                          | 1                  |
| Royaume-Uni                                     | 3                  |
| U.S. Billboard Hot 100                          | 1                  |
| U.S. Billboard Hot R&B/Hip-Hop Singles & Tracks | 1                  |
| U.S. Billboard Hot Rap Tracks                   | 1                  |

### Certifications
| Pays      | Certification | Ventes  |
| --------- | ------------- | ------- |
| Allemagne | Or            | 150 000 |